# Ołeh Błahoj
Ołeh Mykołajowycz Błahoj (ukr. Олег Миколайович Благой; ur. 4 grudnia 1979 w Kijowie) – ukraiński hokeista, reprezentant Ukrainy.

## Kariera
- SzWSM Kijów (1995-1996)
- Kryżynka Kijów (1996-1997)
- Berkut Kijów (1997-1998)
- Sokił Kijów (1998-2001)
- Berkut Kijów (2001-2002)
- Sokił Kijów (2002-2004)
- Chimik Woskriesiensk (2004)
- HK Nioman Grodno (2004-2005)
- Sokił Kijów (2005)
- HK Brześć (2005)
- Sokił Kijów (2006-2008)
  -  ATEK Kijów (2006)
- HK Kieramin Mińsk (2008-2009)
- Sokił Kijów (2009)
- HK Nioman Grodno (2009-2010)
- HK Witebsk (2010)
- Sokił Kijów (2010-2011)
- Berkut Kijów (2011)
- Kompańjon Kijów (2011-2014)
- ATEK Kijów (2014-2015)
- HSC Csíkszereda (2015)
- CS Progym Gheorgheni (2015-2016)
- Biłyj Bars Biała Cerkiew (2016/2017)

Występował w rozgrywkach ukraińskiej ekstraligi, białoruskiej ekstraligi. W 2015 podjął występy w lidze rumuńskiej: od września zawodnik HSC Csíkszereda, od października w CS Progym Gheorgheni. Od lipca 2016 zawodnik klubu Biłyj Bars Biała Cerkiew.
Grał w kadrach juniorskich Ukrainy. Uczestniczył w turniejach mistrzostw Europy juniorów do lat 18 w 1996 (Grupa B), 1997 (Grupa A), mistrzostw świata juniorów do lat 20 edycji 1999 (Grupa B). Brał udział w turnieju zimowej uniwersjady edycji 1999. Następnie rozpoczął występy w reprezentacji seniorskiej. Uczestniczył w turniejach mistrzostw świata w 2007 (Elita), 2008, 2009, 2010 (Dywizja I).

## Sukcesy
Reprezentacyjne
- Złoty medal zimowej uniwersjady: 1999
- Awans do Grupy A mistrzostw Europy do lat 18: 1996
- Awans do Grupy A mistrzostw świata do lat 20: 1999

Klubowe
- Srebrny medal mistrzostw Ukrainy: 1997 z Kryżynką Kijów, 1998 z Berkutem Kijów, 2000, 2001, 2011 z Sokiłem Kijów, 2013 z Kompańjonem Kijów
- Złoty medal mistrzostw Ukrainy: 1999 z Sokiłem Kijów, 2002 z Berkutem Kijów, 2003, 2004, 2005, 2006, 2008 z Sokiłem Kijów, 2014 z Kompańjonem Kijów, 2015 z ATEK Kijów
- Puchar Wschodnioeuropejskiej Ligi Hokejowej: 1999 z Sokiłem Kijów
- Złoty medal Wschodnioeuropejskiej Ligi Hokejowej: 1999 z Sokiłem Kijów
- Srebrny medal Wschodnioeuropejskiej Ligi Hokejowej: 2000 z Sokiłem Kijów
- Brązowy medal Wschodnioeuropejskiej Ligi Hokejowej: 2001, 2003 z Sokiłem Kijów
- Puchar Ukrainy: 2007 z Sokiłem Kijów